# Thamnobryum fernandesii
Thamnobryum fernandesii là một loài rêu thuộc họ Neckeraceae. Đây là loài đặc hữu của Bồ Đào Nha. Môi trường sống tự nhiên của chúng là sông ngòi. Chúng hiện đang bị đe dọa vì mất môi trường sống.